# Laboratoire de recherche des monuments historiques
Le laboratoire de recherche des monuments historiques (LRMH), est un service à compétence nationale du ministère de la Culture, rattaché au service chargé du patrimoine au sein de la Direction générale des patrimoines. Il fait partie du Centre de recherche sur la conservation (CRC), équipe associée à l’UAR 3224 du Centre national de la recherche scientifique (CNRS) composée également du Centre de recherche sur la conservation des collections (CRCC) et de la Conservation-Recherche du Musée de la musique. 
Le LRMH est chargé de mener des études scientifiques et techniques ainsi que des recherches sur la conservation des édifices et objets du patrimoine culturel protégés au titre des Monuments historiques. Il en étudie les matériaux constitutifs et les phénomènes d’altération qui en compromettent la conservation. Il travaille sur les traitements à appliquer aux œuvres altérées, ainsi que sur les conditions de conservation des monuments et objets étudiés. Il diffuse le plus largement possible le résultat de ses études et de ses recherches.

## Un service public au service du patrimoine

### Son histoire
Dans les années 1960, Jean Taralon (1909-1996), inspecteur en chef des Monuments historiques (que l’on peut considérer comme le véritable fondateur de ce qui deviendra le LRMH), avait alerté ses supérieurs sur la nécessité d’une structure scientifique dédiée aux problèmes des monuments historiques. Il s’inquiétait en effet, depuis longtemps, du caractère incontrôlable des procédés traditionnels utilisés dans la restauration des monuments historiques et souhaitait voir les opérations de conservation mieux encadrées avec des méthodes validées scientifiquement. 

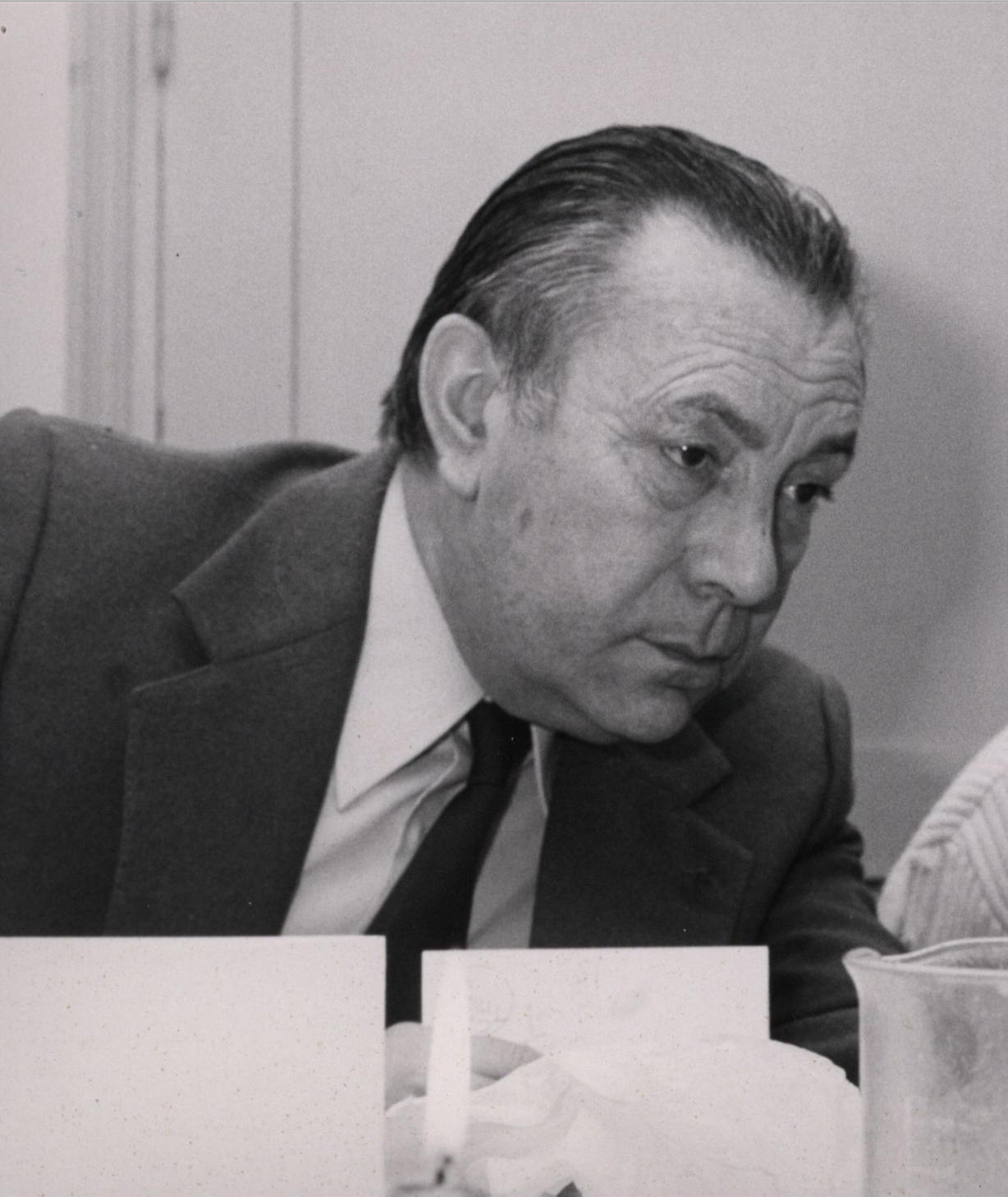
Jean Taralon au LRMH en 1973

Les effets secondaires potentiels des traitements devenaient en effet des questions majeures que l’on devait se poser lors des interventions de nettoyage ou de restauration sur des monuments. Le sentiment croissant de la complexité des questions, de l’insuffisance des moyens et des précautions à prendre, s’accompagnait de celui de la spécificité des objets rencontrés (vitraux, peintures murales, etc.) qui devaient être conservés in situ dans des conditions plus difficilement contrôlables que celles d’un musée. Cette démarche intellectuelle s’inscrit dans le souci d’élaboration d’une déontologie de la restauration dont le point culminant a été, en 1963, l’adoption de la Charte internationale sur la conservation et la restauration des monuments et des sites dite « Charte de Venise » impulsée principalement par des architectes. C’est cette même année qui vit la publication de la Théorie de la restauration de Cesare Brandi, consacrée aux œuvres d’art, qui fait toujours référence aujourd’hui. C’est aussi l’année qui vit la fermeture de la grotte de Lascaux par André Malraux, en raison de l’apparition de maladies verte et blanche. Jean Taralon s’est alors inscrit, de façon visionnaire, à la croisée de tous ces chemins. 
Pour diverses raisons, politiques, administratives comme financières, ce n’est qu’en 1967 que la première « cellule de recherche » au sein du Centre de recherches des monuments historiques (ancien Office de documentation créé en 1935), dont la visée est surtout documentaire et historique, est instituée pour répondre à ces questions. Elle s’installe en 1970 dans les communs du château de Champs-sur-Marne, en Seine-et-Marne. Cette structure prend le nom de Laboratoire de recherche des monuments historiques en 1972, sous l’impulsion de Marcel Stefanaggi, son premier directeur scientifique. Le Laboratoire se structure peu à peu et s’institutionnalise. Ses membres se spécialisent et formulent leurs propres sujets de recherche en réponse aux sollicitations extérieures, dessinant peu à peu l’organisation actuelle du LRMH. Des pôles « matériaux » apparaissent au fur et à mesure que les savoirs se spécialisent et que les besoins se précisent. En 2000, le Laboratoire devient service à compétence nationale du ministère de la Culture, rattaché au service chargé du patrimoine au sein de la Direction générale des patrimoines et, en 2009, ses champs d’activité dans le cadre du conseil scientifique et technique de l’État sont précisément définis. 
Aujourd’hui, le travail des agents du LRMH n’est plus lié uniquement au service et à l’expertise mais s’inscrit dans une politique de recherche universitaire sur les phénomènes liés à la dégradation et la restauration du patrimoine.  Cette démarche le conduit tout naturellement, en 2012, à rejoindre le CNRS au sein de l'USR 3224 (devenue UAR 3224) composée également du Centre de recherche sur la conservation des collections (CRCC) et de la Conservation-Recherche du musée de la musique. 40% du temps de travail de ses agents sont désormais institutionnellement consacrés à la recherche et 60 % à sa mission initiale et fondamentale de service public.
Jean Taralon évoquait « l’apport de la science à l’histoire de l’art », problématique profondément inscrite dans les gènes du LRMH : 

« Ce qui est nouveau, donc, ce n'est pas qu'il y ait des maladies des matériaux, c'est qu'on ait pris conscience qu'elles existent et que la gravité de certaines d'entre elles est arrivée au point où elles risquent d'entraîner la ruine définitive des œuvres. L'ayant admis, il était logique qu'on ait compris que pour tenter de les soigner, il fallait d'abord en trouver les causes et ensuite chercher des remèdes, comme en médecine : les progrès de la médecine s’appliquent aux œuvres. Et, pour cela, associer dorénavant, dans les problèmes de conservation et de restauration, aux historiens de l'art qui ont à résoudre les questions stylistiques et esthétiques, (...) les scientifiques de laboratoires. »

— Jean Taralon
 Ces principes régissent encore aujourd’hui les actions du LRMH.

#### Liste des responsables du Laboratoire de recherche des monuments historiques
- 1970-1980 : Jean Taralon[8]
- 1980-1989 : Catherine de Maupeou
- 1989-1992 : Claude Volfovsky
- 1992-2015 : Isabelle Pallot-Frossard
- 2015 : Stéphanie Celle (intérim)
- 2015-2023 : Aline Magnien
- 2023-... : Corinne Bélier

### Son action

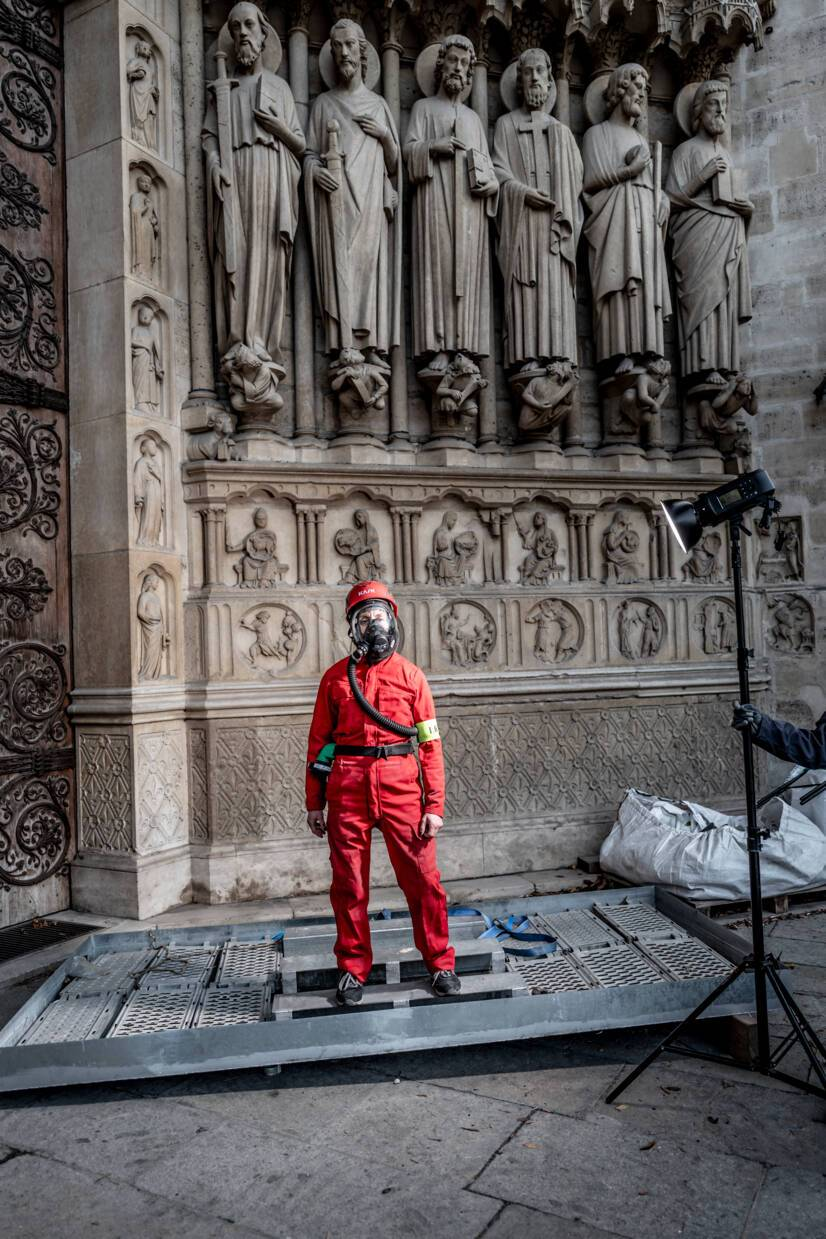
Lise Leroux, ingénieure au LRMH, a été appelée au chevet de la Notre-Dame de Paris pour expertiser l'état des pierres de la cathédrale.

Pour les monuments appartenant à l’État, le LRMH peut réaliser tout ou partie de la gamme des interventions scientifiques, de la mise à disposition de l’antériorité de l’information dont il dispose à l’assistance au suivi scientifique et technique du chantier jusqu’à son achèvement. Il peut être amené ponctuellement à proposer de recourir à des laboratoires extérieurs pour des analyses qu’il ne peut assurer lui-même. Ce domaine est le champ principal d’action du LRMH et sa mission première de service public. 
Pour les monuments historiques publics comme privés n’appartenant pas à l’État, le Laboratoire intervient dans le cadre du contrôle scientifique et technique. Il donne accès à ses archives concernant le monument, peut participer à un pré-diagnostic, suggérer des protocoles d’études scientifiques et techniques qui serviront de base à la consultation de laboratoires privés, évaluer les résultats que ces derniers produisent et assister les maîtres d’ouvrage et d’œuvre. Ce domaine est le deuxième champ d’action du LRMH. 
Par ces actions, le LRMH contribue au contrôle scientifique et technique de l’État sur la conservation des monuments historiques.
Quel que soit le demandeur, il intervient à titre gracieux, son fonctionnement étant pris en charge sur l’enveloppe « Recherche » du ministère de la Culture.

### Sa saisine et son suivi
L'intervention du LRMH doit se situer le plus en amont possible de manière qu’il puisse contribuer à la définition du contenu des études scientifiques et techniques à prévoir. Le demandeur doit préciser la problématique et les objectifs de l'étude en utilisant la fiche-demandeur. Le Laboratoire peut ensuite assurer, si nécessaire, un suivi scientifique et technique des travaux. Il doit être informé de la suite donnée à ses études et conseils et être destinataire des résultats d’analyses des laboratoires privés ainsi que d’un exemplaire des rapports finaux, qu’il s’agisse d’opérations publiques ou privées, afin de constituer la mémoire du service et de la conservation/restauration des édifices. Seule l’administration centrale et déconcentrée du ministère de la Culture peut valider une demande d’intervention du LRMH dont les avis ne sont pas régaliens mais constituent des préconisations sur les solutions qui semblent les plus adaptées.

### Sa mémoire diffusée
Tous les résultats des études scientifiques et techniques effectuées par le Laboratoire, ou sous sa direction, voire commandées à des laboratoires extérieurs sont archivés dans des dossiers géographiques sous forme papier régulièrement alimentés. Tous les rapports émanant des chercheurs sont indexés sur la base de données CASTOR pour le fonds documentaire écrit et IMAGE pour les clichés. De nombreux projets sont envisagés, ou en cours, pour sécuriser les données papier et numériques du LRMH, et offrir au plus grand nombre la masse documentaire dont il dispose. Le caractère unique et multidisciplinaire de la documentation du LRMH constitue une source incontournable pour tous les praticiens de la restauration des monuments historiques et les chercheurs.

## Un service public au service de la recherche

### Son organisation et ses agents
Outre la direction et l’administration, le LRMH est composé de huit pôles « matériaux » : Béton, Grottes ornées, Métal, Peinture murale et polychromie, Pierre, Vitrail, Bois, Microbiologie et Textile, les trois derniers étant partagés avec le Centre de recherche et de restauration des Musées de France (C2RMF). Ils sont constitués d’une vingtaine de scientifiques dans le domaine de la microbiologie, de la chimie, de la géologie et de la physique dont plus de la moitié sont titulaires d’une thèse de doctorat. Dans le cadre de l’accord-cadre qui lie le ministère de la Culture au CNRS, ses chercheurs doivent consacrer 60 % de leur temps de travail à l’expertise et 40 % à la recherche fondamentale. Plusieurs d’entre eux sont reconnus par la communauté scientifique internationale. Deux services transversaux complètent cette organisation : la documentation et la photographie. Concernant l’informatique, les prestations techniques comme intellectuelles sont externalisées. Compétents sur l’ensemble du territoire, les chercheurs du LRMH apportent aux acteurs du patrimoine leur capacité d’expertise par le biais de la communication numérique et de fréquents déplacements sur le terrain.

### Ses thématiques de recherche
Au sein du Centre de recherche sur la conservation (CRC), équipe associée à l’UAR 3224 du CNRS et composée du Centre de recherche sur la conservation des collections (CRCC), de la Conservation-Recherche du musée de la musique et du LRMH, le Laboratoire définit des axes de recherche au sein desquels s’inscrivent ses travaux. Ceux-ci s’organisent traditionnellement autour de trois thématiques : la connaissance des matériaux du patrimoine et de leurs altérations, l’évaluation des méthodes de conservation et de restauration et l’optimisation des techniques d’analyse et d’essai.
Parallèlement, chaque pôle, en liaison avec les partenaires nationaux et internationaux, peut définir, en accord avec la direction du LRMH, des thématiques qui sont propres aux matériaux dont il a la charge. Les thématiques de recherche sont retenues pour renforcer la connaissance des matériaux constitutifs de notre patrimoine commun, quelle que soit l’aire géographique de leur mise en œuvre.

### Ses équipements scientifiques

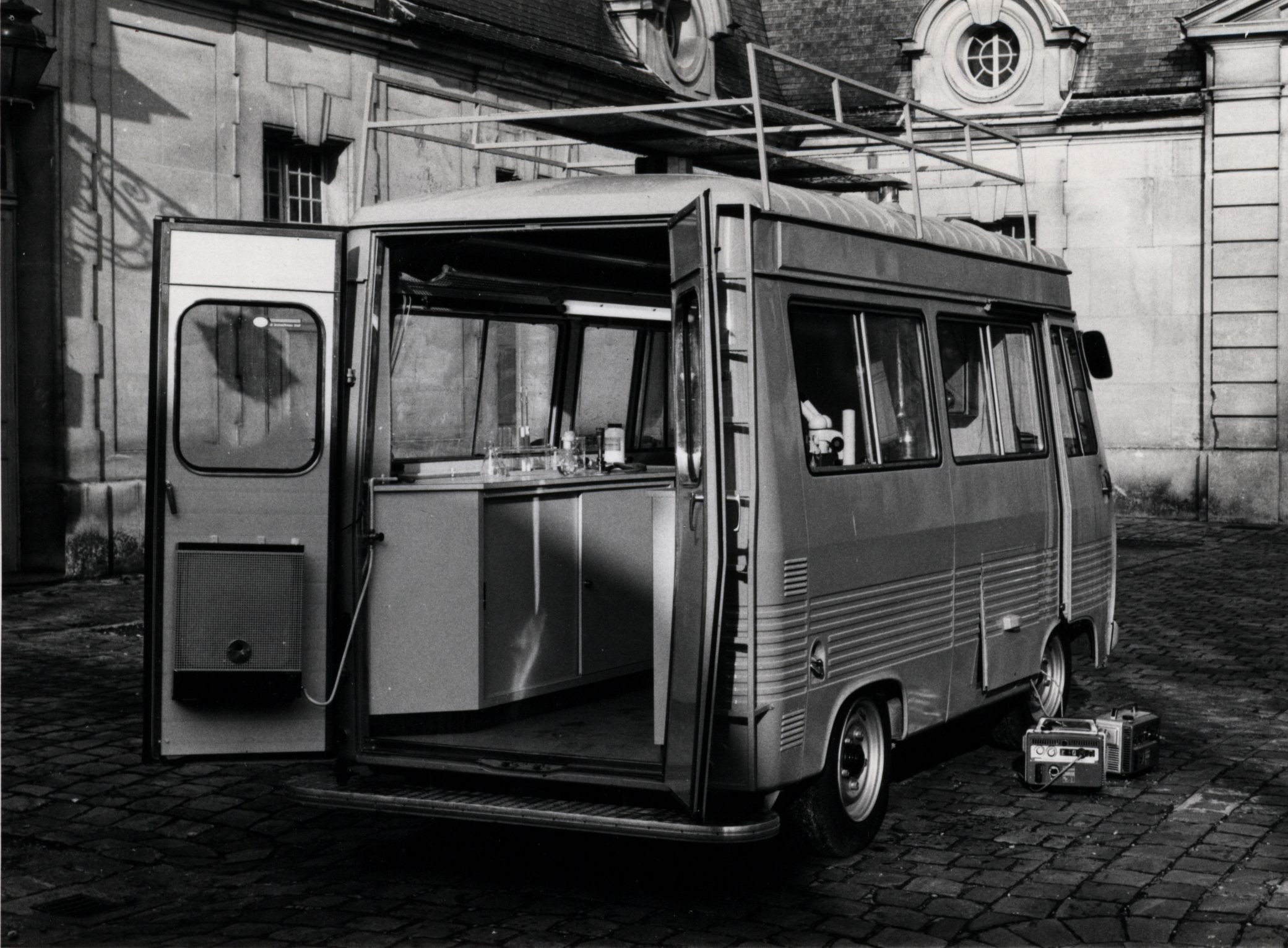
Camion laboratoire du LRMH en novembre 1972

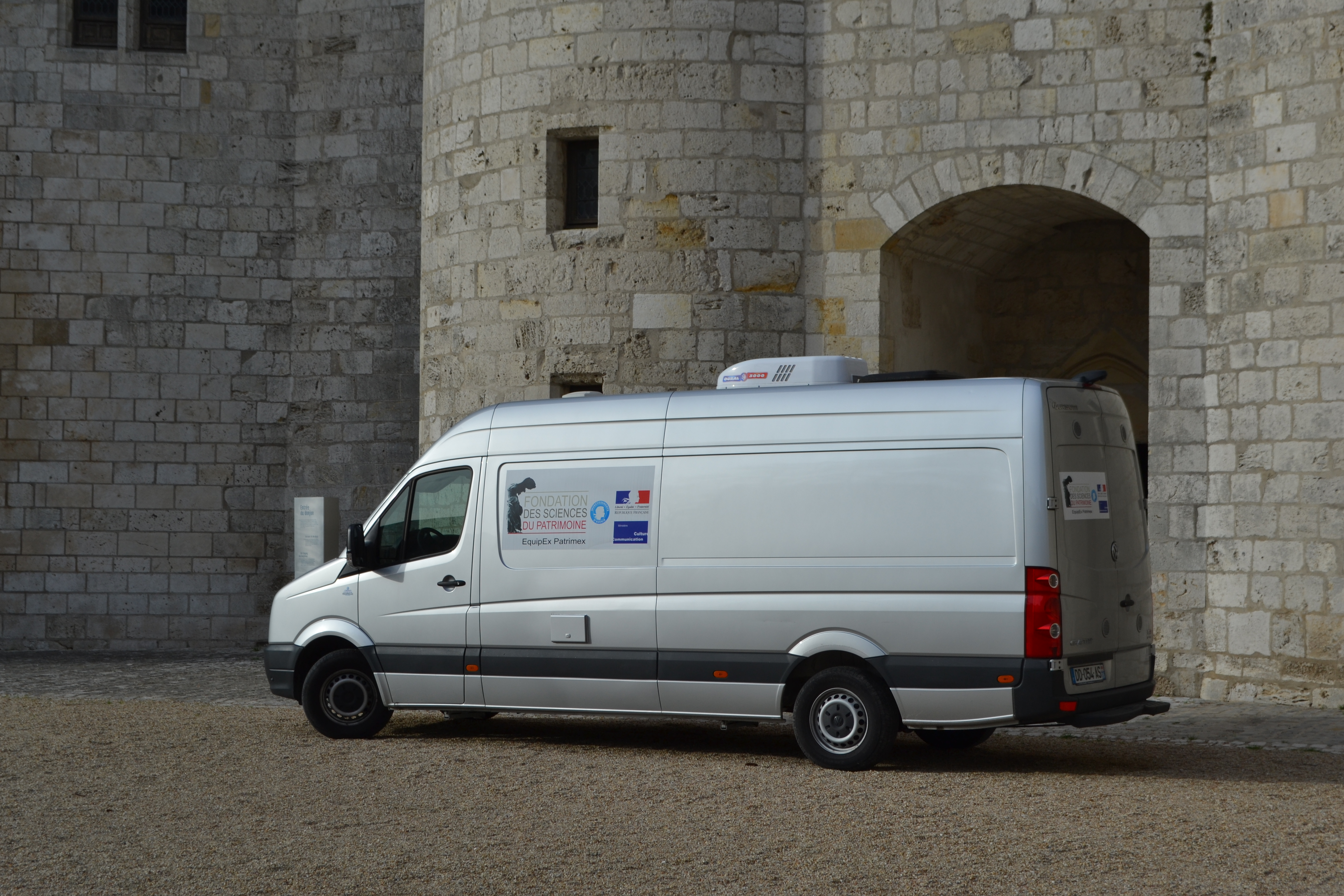
Laboratoire mobile en janvier 2016 devant le château de Sully-sur-Loire

Pour parvenir à ces résultats, le LRMH dispose, dans ses locaux, d’une gamme d’équipements scientifiques en constant renouvellement et perpétuelle évolution, permettant, entre autres, des analyses élémentaires, des analyses structurales et moléculaires et des analyses microbiologiques. 
Des partenariats avec des laboratoires scientifiques universitaires, le CRCC ou le C2RMF lui permettent d’avoir accès à des instruments qu’il ne possède pas. Afin de pouvoir effectuer un certain nombre de ces observations et analyses directement sur les monuments, le LRMH peut utiliser un laboratoire « volant » partagé, EquipEx Patrimex, acquis grâce à la Fondation des sciences du patrimoine (FSP), qui permet, dans des cas très précis, d’amener le laboratoire au plus près du « patient ». Soucieux de pouvoir répondre le plus rapidement possible aux demandes, le LRMH et ses partenaires se sont voulus pionniers dans le domaine de la mobilité et de la spécialisation de l’instrumentation scientifique.

### Ses publications
Deux types de publications sont à distinguer : les productions liées au LRMH proprement dit et les articles scientifiques écrits par les agents. Les premières touchent au « porter à connaissance » et à la vulgarisation technique à l’attention des maîtres d’ouvrage et des maîtres d’œuvre. Les secondes sont des recherches fondamentales effectuées par les scientifiques du LRMH, publiées dans des revues internationales spécialisées ou des actes de congrès, majoritairement en anglais. Il convient de ne pas oublier, à la frontière des deux, les nombreux rapports et notes des pôles, dont certains constituent de véritables sommes scientifiques. La mise à jour des connaissances des scientifiques du LRMH est constante, renforcée par l’obligation, en tant que membres d’une unité de recherche du CNRS, de publications annuelles dans des revues internationales de haut niveau.

## Un service public tourné vers le plus grand nombre

### Sa participation aux enseignements
Institutionnellement, le LRMH prodigue des enseignements sur les différents matériaux aux écoles de formation des futurs acteurs de la restauration du patrimoine : École de Chaillot, Institut national du patrimoine, École du Louvre, universités de Paris-Sorbonne I et IV, Rennes, Limoges, etc. Ceux-ci vont de la simple présentation du Laboratoire à des cours spécialisés. Il est également organisateur ou partenaire de colloques et journées techniques nationales comme internationales. Ses chercheurs coordonnent ou animent des stages à l’intention des professionnels du patrimoine et suivent eux-mêmes régulièrement des formations scientifiques et techniques d’actualisation de leurs connaissances. La renommée de certains d’entre eux les entraîne d’ailleurs à être sollicités, « intuitu personæ », pour intervenir dans des colloques internationaux où ils représentent l’institution. Détenteur de connaissances spécifiques, le LRMH a une mission de large diffusion de ses savoirs. La qualité de ses chercheurs contribue à former les acteurs patrimoniaux comme à informer le public.

### Sa participation aux formations
Soucieux de faire perdurer la spécificité de ses métiers, le LRMH accueille régulièrement apprentis et thésards. Bien que l’encadrement indispensable soit extrêmement chronophage pour le personnel scientifique, car pouvant s’étendre sur plusieurs années, tous s’investissent dans ce devoir de transmission permettant un échange fructueux. Les apprentis sont tutorés par un maître de stage diplômé ou expérimenté dans le même domaine de compétence qu’eux. Avec les thésards, le soutien devient échange entre futurs collègues qui, s’ils ne se dirigent pas forcément vers les métiers du patrimoine, ont un langage et des expériences communs. Dans ce contexte, les chercheurs du LRMH dirigent ou co-dirigent de nombreux masters et doctorats. Particulièrement impliqué dans la formation des jeunes diplômés, le LRMH contribue au renouvellement des cadres spécialistes des matériaux qui seront amenés à travailler dans le secteur public comme dans le privé.

### Ses partenariats publics et privés
Si l’État reste le grand « client » du LRMH, ce dernier travaille avec toutes les collectivités territoriales demandeuses, souvent maîtres d’ouvrages, les maîtres d’œuvre, les restaurateurs, les conservateurs, les administrateurs de monuments, les chercheurs, les universitaires, les historiens de l’art, les laboratoires privés, sans oublier les entreprises. Par la nature de ses recherches, le LRMH a toujours été relié au monde industriel, ne serait-ce que pour l’expertise, souvent sollicitée, des produits de consolidation ou de traitement que ce dernier produit. C’est ainsi qu’un partenariat actif a été établi, dès 1993, par la création du Cercle des partenaires du patrimoine visant à recueillir du mécénat privé et à monter des programmes de recherche avec de grands groupes comme Eiffage, Calcia, Vicat pour ne citer que ceux-là, ou encore Bouygues en 2017. Ouvert au monde de l’industrie, le LRMH est soucieux de conserver une indépendance scientifique totale tout en  l’aidant à proposer des solutions innovantes dans le domaine des matériaux de construction.

### Son rayonnement
Le LRMH fait partie d’un grand nombre de réseaux scientifiques. Nationaux, tout d’abord, avec les laboratoires universitaires et les institutions travaillant dans le domaine de la conservation-restauration réunis, pour beaucoup, au sein de la FSP. Européens, ensuite, ayant été associé depuis plus de vingt ans à une quinzaine de projets comme NANOMATCH, CHARISMA ou encore IPERION CH, programme européen majeur pour l’étude des biens culturels et préfiguration de la plateforme E-RIHS. Internationaux, enfin, avec les demandes de plus en plus nombreuses, émanant du ministère de l’Europe et des Affaires étrangères ou soutenues par ce dernier, de collaboration avec des pays étrangers. Le LRMH a ainsi exporté son savoir-faire lors de missions récentes en Chine, en Égypte ou au Zimbabwe, par exemple. Loin d’être franco-centré, le LRMH apprend des expériences venues de l’étranger et diffuse ses connaissances dans un contexte international de plus en plus attentif au patrimoine bâti ancien et à son devenir.